# 千十千
千十千（ちとせ、1991年12月26日 - ）は、日本の女優。神奈川県出身。血液型はA型。アンセム、ヤザ・パパを経て、現在ラウレア所属

## 人物
- 身長162cm。B80cm、W58cm、H88cm。靴サイズ24.5cm。
- 日本大学芸術学部。
- 演劇集団 円・演劇研究所専攻科卒業。
- 特技は、写真撮影（ウェディングフォト）、着物の着付け、讃美歌・グレゴリオ聖歌歌唱。
- 趣味は、英会話、素潜り（10ｍ程度）、ベリーダンス、美術館めぐり（日本画）、村上春樹書を語りつくす、ファイナルファンタジーを語りつくすなど多彩である。

## 出演

### 映画
- バンクーバーの朝日（2014年）日本人移民 役
- 仮面ライダー1号（2016年）事務員 役

### ドラマ
- このミステリーがすごい！～ダイヤモンドダスト（2014年、TBS）避難民カップル 役
- フィッシャーマンズ・ブルース（2014年、テレビ朝日）同僚社員 役
- 銭の戦争 第5話（2015年、フジテレビ）美容院店員リエ 役
- 手裏剣戦隊ニンニンジャー 忍びの25（2015年、テレビ朝日）オーディション女性 役
- 相棒14 元旦SP（2016年、テレビ朝日）片山雛子議員秘書 役
- 警視庁捜査一課9係 第3話（2016年、テレビ朝日）テレビショッピングアナウンサー 役
- 連続ドラマＷ 楽園 第2 - 4話（2017年、WOWOW）あおぞら会事務員 役
- 仮面ライダーシリーズ（テレビ朝日）
  - 仮面ライダーエグゼイド 第27・31話（2017年）幻夢コーポレーション社長秘書 役
  - 仮面ライダービルド 第46話（2018年）レポーター 役
- 女子高生の無駄づかい 第5話（2020年、テレビ朝日）現代社会教師 役

### 舞台
- 円・演劇研究所「夏の夜の夢」（2012年）
- 円・演劇研究所「作者を探す六人の登場人物」（2013年）
- 円・演劇研究所「11匹のねこ」（2013年）
- 円・演劇研究所「恋愛恐怖病」（2013年）

- 円・演劇研究所専攻科卒業公演「わが町」（2014年）主演・エミリー 役
- 裸足で散歩（2017年、作：ニールサイモン / 演出：黒澤世莉）コリー 役
- Free(S)公演「Letter 2017」（2017年、下北沢小劇場B1 / つくばカピオ）
- カンナズキ（2018年、下北沢シアター711）

### CM
- 大塚製薬「SOYJOY クリスピー」ライブ篇（2016年）先輩 役

### DVD
- 怖っ！最凶投稿動画（2015年）「心霊実験」メイン・四方紀子 役